# Sofia Lundberg
Sofia Lundberg (født 1974 i Västerås) er en svensk forfatter. Hun er uddannet journalist og debuterede som romanforfatter i 2015 med Den røde adressebog, som blev en international succes og oversat til 34 sprog.

## Titler oversat til dansk
- I egetræets skygge (2021)
- Et spørgsmålstegn er et halvt hjerte (2019)
- Den røde adressebog (2018)